# Maurice Van den Kerckhove
Maurice Clément Van den Kerckhove (Schaarbeek, 19 juni 1878 – Elsene, 30 november 1952) was een Belgisch volksvertegenwoordiger.

## Levensloop
Drogist van beroep, werd Van den Kerckhove in 1919 verkozen tot onafhankelijk volksvertegenwoordiger voor het arrondissement Brussel. Hij vervulde dit mandaat slechts tot aan de wetgevende verkiezingen van november 1921.
In maart 1919 ontstond de Nationale confederatie van de middenstand. Van den Kerckhove sloot er zich bij aan. De liberale en katholieke partijen weigerden om, zoals voor de oorlog, verkiesbare plaatsen toe te kennen aan autonome middenstandskandidaten. Dit gaf het sein om een afzonderlijke partij op te richten, die dreef op de protestbeweging onder de herbergiers tegen de wet-Vandervelde, op het verzet van de eigenaarssyndicaten tegen de huurwetten en op het ongenoegen onder de kleinhandelaars in voedingswaren over het bevoorradingsbeleid van de regering.
Er werden lijsten ingediend in zowat alle arrondissementen, maar de enige zetel die werd behaald was die van Van den Kerckhove.
Korte tijd daarop ontstonden verschillende onenigheden die leidden tot een versnippering van de krachten. Dit leidde tot het verlies van de enige zetel in Brussel, terwijl in geen enkel ander arrondissement ook maar enigszins de kiesdrempel werd benaderd.